# Ultramarine (gruppo musicale)
Gli Ultramarine sono un gruppo musicale britannico, costituito da Paul Hammond e Ian Cooper, precedentemente insieme negli A Primary Industry.

## Stile musicale
Il loro stile, che è stato definito una "bizzarra e bucolica techno da poltrona", sfrutta numerosi campionamenti, spesso ricavati da strumenti musicali e album di musica rock, e risente l'influenza di stili quali folk, techno, e ambient house. Molti hanno paragonato la musica degli Ultramarine alla cosiddetta scena di Canterbury degli anni settanta.

## Discografia

### Album
- Folk (1990)
- Every Man and Woman is a Star (1992)
- United Kingdoms (1993)
- Bel Air (1995)
- A User's Guide (1998)
- This Time Last Year (2013)

### Antologie
- Companion (2003)

### Singoli ed EP
- Wyndham Lewis (1989)
- Stella (1990)
- Stella (1991)
- Weird Gear / British Summertime (1991)
- Saratoga / Nova Scotia (1992)
- Nightfall In Sweetleaf (1992)
- Kingdom (1993)
- Barefoot (1994)
- First Air (1995)
- Sketches (1995)
- Hymn (1996)
- Hymn Remixes (1996)
- On The Brink (1998)
- Carl Craig Remixes (2003)
- Find A Way (2011)
- Acid / Butch (2011)